# 王若度
王若度（1984年—），加拿大滑铁卢大学统计与精算系讲席教授，前中國星海爭霸電競國家隊隊員，曾出版書籍《三國殺王者之路》。